# Vaccinium alvarezii
Vaccinium alvarezii är en ljungväxtart som beskrevs av Elmer Drew Merrill. Vaccinium alvarezii ingår i Blåbärssläktet, och familjen ljungväxter. Inga underarter finns listade i Catalogue of Life.